# 손현 (육상 선수)
손현 (1979년 5월 27일 - )은 대한민국 육상 포환던지기 선수이다. 2006년 6월 경산시청 소속으로 제10회 전국실업육상경기선수권대회에서 18m 47을 던져 김재일이 가지고 있던 18m 47의 대한민국 최고 기록을 4년만에 4cm 경신했다.